# Paremeopedus tiliacei
Paremeopedus tiliacei là một loài bọ cánh cứng trong họ Cerambycidae.